# Indústria na Iugoslávia

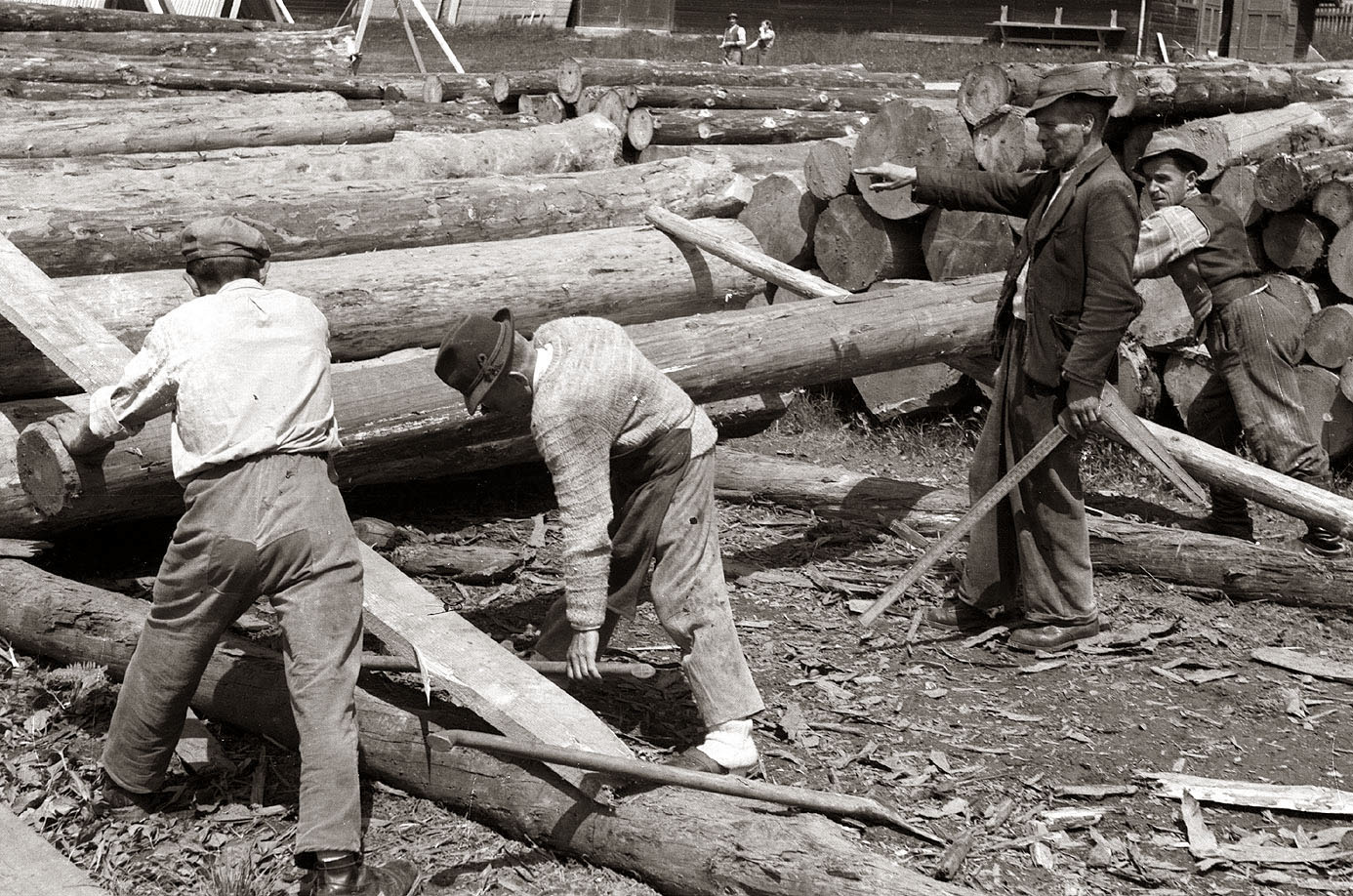
Extratores de madeira em uma fábrica de madeira e papelão em Podvelka, 1955

A Indústria desempenhou um papel crucial na transformação econômica e social da Iugoslávia ao longo do século XX. Desde sua condição de país majoritariamente agrário no período entreguerras até a implementação de um modelo único de socialismo autogestionário, a industrialização iugoslava refletiu tanto ambições políticas quanto desafios estruturais

## História

### Período entreguerras (1918–1941)
Durante o Reino da Iugoslávia, a industrialização era limitada e concentrada em centros urbanos como Belgrado. A maioria das instalações industriais era pequena e tecnologicamente atrasada, voltada principalmente para o mercado interno. A mineração, por outro lado, era um setor mais desenvolvido devido à abundância de recursos minerais, embora fosse majoritariamente controlada por interesses estrangeiros. A falta de infraestrutura, como eletricidade, e a escassez de capital e conhecimento técnico impediam o desenvolvimento de uma base industrial sólida. 
O atraso da Iugoslávia impediu que a indústria de mineração se tornasse a base de uma sociedade industrial. A falta de eletricidade era um grande problema. Em 1934, o consumo de eletricidade em Belgrado era de 90 quilowatts por hora, em comparação com 253 quilowatts por hora em Budapeste e 367 quilowatts por hora em Paris. A falta de uma base industrial levou à situação em que as matérias-primas eram exportadas da Iugoslávia para países mais desenvolvidos, geralmente Grã-Bretanha, França ou Alemanha, e os iugoslavos tinham que comprar os produtos dessas nações feitos com suas matérias-primas. Apesar dessas limitações, a indústria começou a crescer na Iugoslávia, com 2.193 fábricas sendo abertas entre 1919 e 1938. A maioria das fábricas foi aberta na Eslovênia, que detinha 47% das fábricas, seguida pela Croácia com 37% e Sérvia com 24%. As regiões menos industrializadas foram Kosovo e Macedônia do Norte, que representaram 14% das fábricas abertas. 

### Pós-Segunda Guerra Mundial e Plano Quinquenal (1947–1952)
Após a Segunda Guerra Mundial, a República Popular Federal da Iugoslávia adotou um plano quinquenal inspirado no modelo soviético, focando na reconstrução e industrialização do país. Investimentos significativos foram direcionados para a construção de estaleiros, fábricas de máquinas e usinas elétricas, além da reabertura de minas de ferro e carvão. O objetivo era tornar a Iugoslávia autossuficiente na produção de aço e armamentos, estabelecendo uma base industrial pesada. 

### Autogestão socialista e expansão industrial (1950–1980)
Em 1950, a Iugoslávia rompeu com o modelo soviético e implementou o sistema de autogestão socialista, onde os trabalhadores participavam da gestão das empresas por meio de conselhos operários. Esse modelo visava descentralizar a economia e promover a participação direta dos trabalhadores nas decisões empresariais. 
Durante as décadas de 1950 e 1960, a industrialização avançou rapidamente, com destaque para os setores de engenharia mecânica, metalurgia, automotivo, eletroeletrônico, petróleo e produtos químicos. A participação da indústria no produto social bruto aumentou de 18% em 1947 para 39% em 1978, enquanto a agricultura declinou de 40% para 14% no mesmo período. 
Empresas iugoslavas também participaram de projetos de infraestrutura em países da África, Europa e Ásia, destacando-se a Energoprojekt, que se tornou uma das maiores empresas de engenharia e construção do mundo na década de 1980. 

### Crise econômica e desindustrialização (1980–1991)
A partir da década de 1980, a economia iugoslava enfrentou sérias dificuldades, incluindo queda na produtividade, aumento das disparidades regionais, déficits comerciais e crescimento do desemprego. A dívida externa atingiu cerca de 19 bilhões de dólares em 1989, e a inflação ultrapassou 2.500%, resultando em uma queda significativa na renda real da população. 
O investimento industrial diminuiu, e muitas empresas estatais enfrentaram obsolescência tecnológica e falta de capital, levando ao fechamento de fábricas e aumento do desemprego. Em regiões como Kosovo, a desindustrialização teve impactos socioeconômicos profundos, exacerbando as tensões políticas e étnicas. 

## Principais setores industriais
- Metalurgia e engenharia mecânica: Desenvolvimento de indústrias pesadas, incluindo a produção de aço e equipamentos industriais.
- Automobilístico: Produção de veículos, com destaque para a marca Zastava, que exportava modelos como o Yugo. [10]
- Eletroeletrônico: Fabricação de equipamentos elétricos e eletrônicos, incluindo computadores como o Galaksija, desenvolvido localmente para contornar restrições de importação. [11]
- Químico e petroquímico: Produção de produtos químicos, fertilizantes e derivados de petróleo.
- Alimentos e bebidas: Processamento de alimentos e produção de bebidas, atendendo tanto ao mercado interno quanto às exportações

## Legado e impacto
A industrialização da Iugoslávia transformou o país de uma economia agrária para uma sociedade urbanizada com uma base industrial diversificada. O modelo de autogestão socialista representou uma tentativa única de conciliar planejamento centralizado com participação democrática dos trabalhadores. Apesar dos avanços, desafios estruturais e crises econômicas levaram à desindustrialização e contribuíram para o colapso do país no início dos anos 1990. 